# Charles Ernest Beulé
Charles Ernest Beulé, född 29 juni 1826 och död 4 april 1874, var en fransk arkeolog, konsthistoriker och politiker.
Beulé kom 1849 till Aten, där han företog givande utgrävningar på Akropolis, och blev 1854 professor i arkeologi vid Bibliothèque nationale i Paris. 1858-59 gjorde han på egen bekostnad omfattande utgrävningar kring det gamla Kartago, och kallades 1860 till medlem av bland annat L'Académie de beaux-arts, vars ständige sekreterare han blev 1862. 1871 invaldes han i nationalförsamlingen, där han anslöt sig till den mot Adolphe Thiers fientliga konservativa gruppen, och ingick 1873 som inrikesminister i Albert de Broglies ministär från maj till november 1873. Året därpå begick Beulé självmord, troligen på grund av såväl ekonomiska som politiska missräkningar. Han har utgett en mängd arkeologiska, konsthistoriska och historiska arbeten.